# Hermann Kopp (Verwaltungsjurist)
Hermann Kopp (* 7. März 1878 in Weißenhorn im Landkreis Neu-Ulm; † 20. August 1941 in München) war ein deutscher Verwaltungsjurist und Landrat.

## Leben
Nach seinem Militärdienst als Einjährig-Freiwilliger absolvierte Hermann Kopp ein Studium der Rechtswissenschaften an der Ludwig-Maximilians-Universität München und leistete nach abgelegter erster juristischer Staatsprüfung den dreijährigen Vorbereitungsdienst (Referendariat). 1905 bestand er das Große juristische Staatsexamen und kam als Akzessist zur Regierung von Oberbayern. 1907 wechselte er zur Regierung der Oberpfalz und wurde zur Geschäftsaushilfe beim Bezirksamt Stadtamhof abgeordnet. Bevor Kopp Kriegsdienst leisten musste, war er als Assessor im Bezirksamt Wolfstein und Bezirksamt Miesbach eingesetzt. Nach dem Krieg wurde er zum Regierungsrat ernannt und am 1. Mai 1925 als Bezirksamtsvorstand mit der Leitung der Verwaltung des Bezirksamtes Landau an der Isar beauftragt.
Zum 1. Dezember 1929 wechselte er in gleicher Funktion zum Bezirksamt Miesbach (ab 1939 Landkreis Miesbach). Dieses Amt (ab 1939 mit der Bezeichnung Landrat) hatte er bis zu seinem Tod inne. Zum 1. Dezember 1934 war Kopp zum Oberregierungsrat befördert worden.